# Alloscelus combesi
Alloscelus combesi är en skalbaggsart som beskrevs av Renaud Maurice Adrien Paulian 1949. Alloscelus combesi ingår i släktet Alloscelus och familjen bladhorningar. Inga underarter finns listade i Catalogue of Life.